# Arend Lijphart
Arend D'Engremont Lijphart (né le 17 août 1936 à Apeldoorn, aux Pays-Bas) est un politologue spécialiste des systèmes de vote, des institutions démocratiques et de l'ethnicité considérés selon une approche comparatiste. Professeur, professeur émérite, de l'université de Californie installée à San Diego, il a passé la majorité de sa carrière aux États-Unis et possède la double nationalité néerlandaise et américaine.

## Carrière
Il obtient son Ph.D. à l'université Yale en 1963. Il devient membre de l'American Academy of Arts and Sciences en 1989 puis exerce la fonction de président de l'American Political Science Association en 1995 et 1996. Il reçoit le Prix Johan Skytte en science politique en 1997.

## Postérité
Arend Lijphart est connu pour avoir travaillé sur le consociationalisme et donc sur la façon dont les sociétés profondément divisées parviennent à maintenir un régime démocratique en partageant le pouvoir politique entre les partis. Son premier ouvrage majeur, The Politics of Accommodation se veut une étude du système politique néerlandais selon cet angle d'attaque. Il étendra le concept via Democracy in Plural Societies. Ses derniers travaux en date mettent l'accent sur l'étude beaucoup plus ambitieuse des éléments de consensus et du fait majoritaire au sein des systèmes politiques contemporains.
Dans Patterns of Democracy - Government Forms and Performance in Thirty-Six Countries, paru en 1999, Arend Lijphart construit dix variables simples rendant possible l'analyse de trente-six démocraties :
- Le système partisan.
- Le pouvoir exécutif.
- Les cabinets.
- Le système électoral.
- Les groupes d'intérêts.
- La décentralisation.
- La division du pouvoir législatif.
- Les constitutions.
- Le pouvoir judiciaire.
- Les banques centrales.

## Publications
- (en) The Trauma of Decolonization: The Dutch & West New Guinea. New Haven: Yale University Press, 1966.
- (en) The Politics of Accommodation. Pluralism and Democracy in the Netherlands, Berkeley: University of California Press, 1968.
- (en) Democracy in Plural Societies: A Comparative Exploration. New Haven: Yale University Press, 1977 —  (ISBN 0-300-02494-0).
- (en) Democracies: Patterns of Majoritarian & Consensus Government in Twenty-one Countries. New Haven: Yale University Press, 1984 —  (ISBN 0-300-03182-3).
- (en) Power-Sharing in South Africa. Berkeley: Institute of International Studies, University of California, 1985 —  (ISBN 0-87725-524-5).
- (en) Grofman, Bernard, and Lijphart, Arend (eds.). Electoral Laws & Their Political Consequences. New York: Agathon Press, 1986 —  (ISBN 0-87586-074-5).
- (en) Electoral Systems and Party Systems: A Study of Twenty-Seven Democracies, 1945-1990. Oxford: Oxford University Press, 1994 —  (ISBN 0-19-828054-8).
- (en) Lijphart, Arend, and Waisman, Carlos H. (eds.). Institutional Design in New Democracies. Boulder: Westview, 1996 —  (ISBN 0-8133-2109-3).
- (en) Patterns of Democracy: Government Forms & Performance in Thirty-six Countries. New Haven: Yale University Press, 1999 —  (ISBN 0-300-07893-5)
- (en) Grofman, Bernard and Lijphart, Arend (eds.). The Evolution of Electoral & Party Systems in the Nordic Countries. New York: Agathon Press —  (ISBN 0-87586-138-5).